# 滝本誠
滝本 誠（たきもと まこと、1949年1月19日 - ）は、日本の美術・映画評論家、編集者。デイヴィッド・リンチ研究の第一人者。京都府福知山市出身。

## 経歴
東京藝術大学美術学部芸術学科卒業。平凡出版（のちのマガジンハウス）に入社し、『クロワッサン』『ダカーポ』『鳩よ!』『自由時間』『ブルータス』などの編集者をつとめながら、評論を発表する。
SF誌『月刊バルーン』（1979年9月 - 12月号）に「都筑明」名義で、フィリップ・K・ディック『バルカンの鎚』の翻訳を連載したが、雑誌の休刊で未完となった。

## 著書

### 単著
- 『映画の乳首、絵画の腓』（ダゲレオ出版、1990年）
- 『美女と殺しとデイヴィッド タキヤンの書き捨て映画コラム100連発+α』（洋泉社、1998年）
- 『きれいな猟奇 映画のアウトサイド』（平凡社、2001年）
- 『渋く、薄汚れ。 フィルム・ノワールの快楽』（フィルムアート社、2006年）
- 『コーヒーブレイク、デイヴィッド・リンチをいかが』（洋泉社、2007年）
- 『映/画、黒片 クライム・ジャンル79篇』（キネマ旬報社、2010年）
- 『映画の乳首、絵画の腓 AC2017』（幻戯書房、2017年）

### 共著
- 『アート系映画徹底攻略 Cine Lesson』（フィルムアート社、1998年、曽根幸子・編集部と共編著）
- 『デイヴィッド・リンチ 期待の映像作家シリーズ』（キネマ旬報社、1999年、責任編集）
- 『ツイン・ピークス読本 INTO THE BLACK LODGE』（河出書房新社、2017年、監修）
- 『ツイン・ピークス究極読本 決定版』（洋泉社、2018年、高橋ヨシキと監修）